# فرانك ستيل
فرانك ستيل هو لاعب هوكي الجليد كندي، ولد في 9 مارس 1905 في نياجارا فولز في كندا، وتوفي في 3 ديسمبر 1992.

## وصلات خارجية
- فرانك ستيل على موقع دوري الهوكي الوطني (الإنجليزية)
- فرانك ستيل على موقع قاعة مشاهير الهوكي (لاعب أن.إتش.أل) (الإنجليزية)
- فرانك ستيل على موقع EliteProspects.com (الإنجليزية)
- فرانك ستيل على موقع HockeyDB.com (الإنجليزية)
- فرانك ستيل على موقع Hockey-Reference.com (الإنجليزية)